# Troms
 ali Romsa je nekdanja norveška administrativna regija (fylke), ki meji na nekdanje okrožje Finnmark na severovzhodu in Nordland na jugozahodu. Južno leži Norrbotten Län (Švedska), jugovzhodno pa poteka kratka meja s provinco Laponska na Finskem. Zahodno je Norveško morje (Atlantski ocean). Celotna regija leži v arktičnem krogu. Do leta 1919 je bilo okrožje znano kot Tromsø amt. 1. julija 2006 je bilo poleg naziva Troms uradno dovoljeno tudi ime severnih Samijev za to regijo: Romsa.

## Občine
Troms ima skupno 25 občin:
| 1. Balsfjord 2. Bardu 3. Berg 4. Bjarkøy 5. Dyrøy 6. Gratangen 7. Harstad 8. Ibestad 9. Gáivuotna ali Kåfjord 10. Karlsøy 11. Kvæfjord 12. Kvænangen 13. Lavangen | 1. Lenvik 2. Lyngen 3. Målselv 4. Nordreisa 5. Salangen 6. Skånland 7. Skjervøy 8. Sørreisa 9. Storfjord 10. Torsken 11. Tranøy 12. Tromsø |